# Los Toldos
Los Toldos è una cittadina argentina capoluogo del partido di General Viamonte, in provincia di Buenos Aires.

## Geografia
Los Toldos è situato nel nord ovest della provincia bonaerense, nella regione della Pampa, a 50 km a sud di Junín e a 307 km ad ovest di Buenos Aires.

## Storia
L'abitato si sviluppò sul finire del XIX secolo attorno alla stazione del Ferrocarril Oeste de Buenos Aires.

## Cultura

### Istruzione

#### Musei
- Museo Provinciale Casa Evita